# Manuel Nunes Flores Brasil
Manuel Nunes Flores Brasil (Angra do Heroísmo, 28 de dezembro de 1902 — Angra do Heroísmo, 25 de agosto de 1973) foi um médico, licenciado em medicina e cirurgia pela Universidade de Lisboa, e empresário que exerceu importantes funções políticas, entre as quais as de vice-presidente da Junta Geral do Distrito Autónomo de Angra do Heroísmo, de presidente da Câmara Municipal de Angra do Heroísmo e de procurador à Câmara Corporativa.